# 特拉华州参议院
特拉华州参议院（英語：Delaware State Senate）是美国特拉华总议会的上議院，共有21名參議員，每届任期4年。特拉华州参议院领导人为参议院议长，由副州長兼任；現任议长为民主黨籍的贝萨妮·霍尔-朗。